# Сосна алеппская
Сосна́ але́ппская, или Сосна иерусали́мская (лат. Pīnus halepēnsis) — хвойное дерево; вид рода Сосна (Pinus) семейства Сосновые (Pinaceae).
Произрастает в западном и северном Средиземноморье.
Растёт в приморском поясе, образуя небольшие леса по склонам и дюнам. В Африке поднимается в горах до высоты 1750 м.

## Ботаническое описание

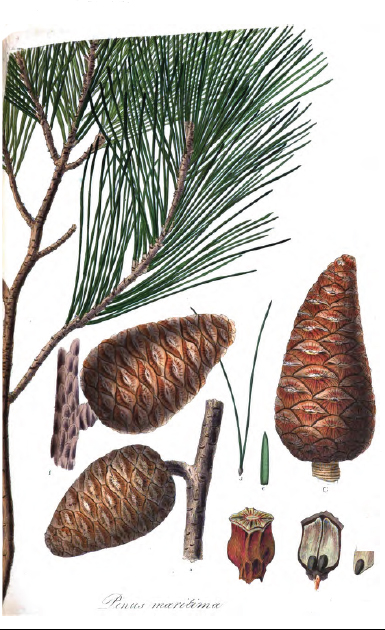
Ботаническая иллюстрация из книги Э. Ламберта Description of the Genus Pinus, 1832

Дерево высотой 10—20 м, с прямым или изогнутым стволом и крепкими, раскидистыми ветвями. У молодых деревьев крона пирамидальная, у старых — широкая, раскидистая или зонтикообразная. Побеги тонкие, светло-серовато-зелёные, голые. Кора серая, позже красно-бурая, неглубоко-бороздчатая.
Почки яйцевидные, длиной 5—10 мм, светло-бурые, не смолистые. Листья (хвоя) тёмно-зелёные, по две штуки в пучке, длиной до 10 см, тонкие, шириной 0,75 мм, мягкие, держатся до двух лет.
Шишки 8—10 см длиной, на удлинённых черешках, обращённые вниз, продолговато-конические, красноватые, блестящие, одиночные, реже по две или по три; щиток плодущих чешуй выпуклый, с выдающейся верхушкой. Семена черноватые, длиной 6—7 мм, с крылом до 2,5 см длиной. В 1 кг до 55 тысяч семян.
Ксерофит, олиготроф, мезотроф. Светолюбивое растение.

## Применение
В культуре с 1723 года. Разводится в Южной Европе для облесения сухих горных склонов.
Древесина светло-жёлтая, среднего качества.
Из живицы добывается «греческий скипидар». Смола используется для производства греческого смоляного белого вина рецина.
Кора содержит до 25 % таннидов и в Средиземноморье используется для дубления и окраски кожи в красноватый цвет.

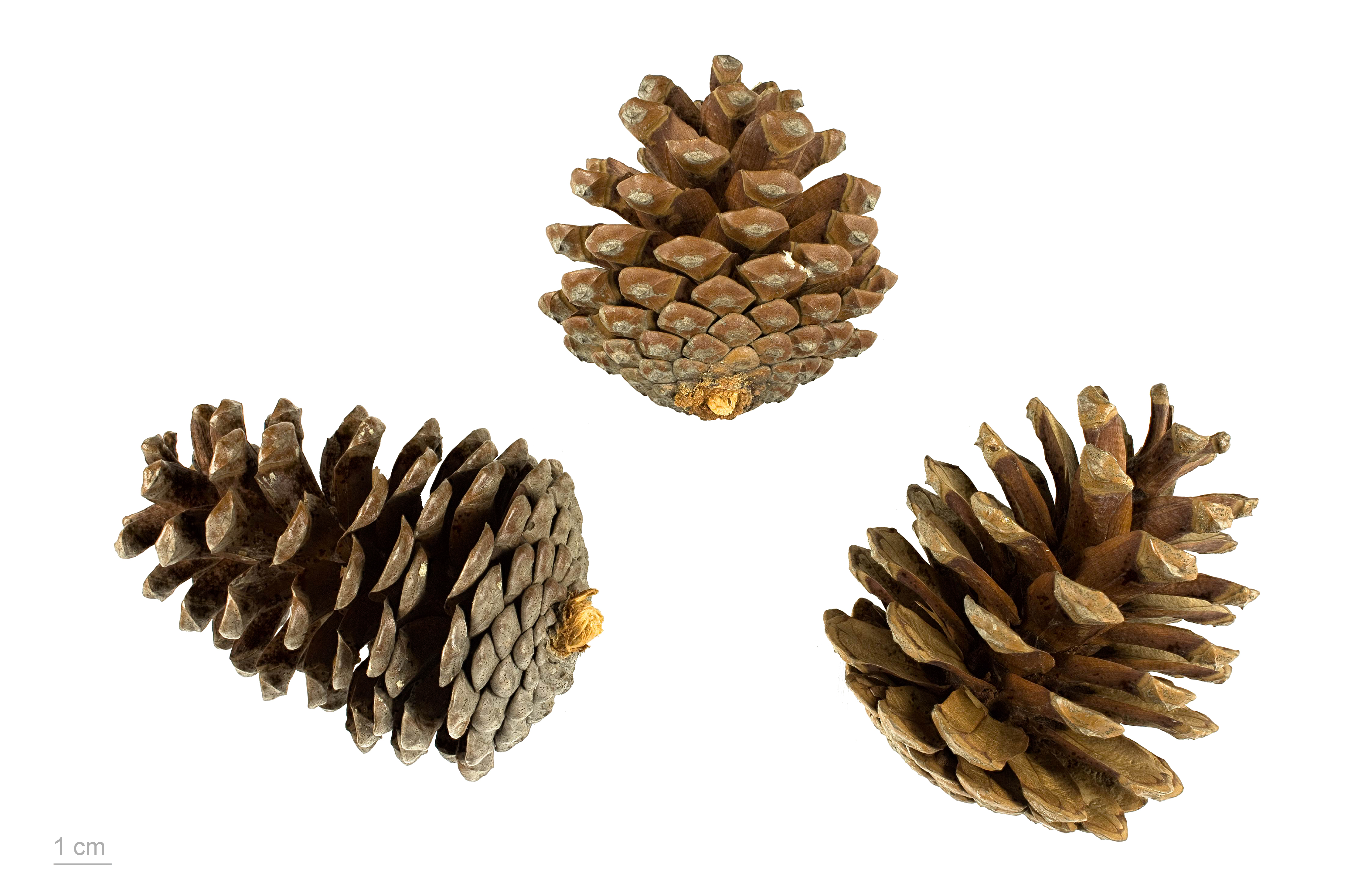
Шишки

## Ботаническая классификация

### Синонимы
По данным The Plant List на 2013 год, в синонимику вида входят:
- Pinus abasica Carrière
- Pinus abchasica Carrière, nom. inval.
- Pinus arabica Sieber ex Spreng.
- Pinus carica D.Don
- Pinus ceciliae Llorens & L.Llorens
- Pinus colchica Booth ex Gordon, nom. inval.
- Pinus genuensis J.Cook
- Pinus hierosolimitana Duhamel
- Pinus hispanica J.Cook
- Pinus loiseleuriana Carrière
- Pinus maritima Aiton, nom. illeg.
- Pinus maritima Mill.
- Pinus paroliniana Webb ex Carrière
- Pinus parolinii Vis.
- Pinus penicillus Lapeyr.
- Pinus pseudohalepensis Denhardt ex Carrière
- Pinus saportae Rouy